# 王稳东
王穩東（1964年11月—），男，漢族，北京密雲人，首都經濟貿易大學金融學專業研究生課程班在職學歷，助理會計師。1982年12月參加工作，1985年11月加入中國共產黨。

## 生平
曾任密雲縣委常委、縣政府黨組副書記、常務副縣長、區政協副主席等職務。2016年，獲選為密雲區政協黨組書記、主席。
2020年6月4日，北京市紀委監委宣布王穩東涉嫌嚴重違紀違法，正在接受紀律審查和監察調查。2021年2月7日，遭到开除党籍、开除公职处分。